# Ernst Dieffenbach
Johann Karl Ernst Dieffenbach (Giessen, Alemania, 27 de enero de 1811 – ibíd. 10 de enero de 1855) fue médico alemán, geólogo y naturalista, el primer científico especializado en vivir y trabajar en Nueva Zelanda donde viajó ampliamente bajo los auspicios de la Compañía de Nueva Zelanda, regresando en 1841–42 y publicando en inglés sus Viajes en Nueva Zelanda en 1843.
Dieffenbach había ganado un grado en la Universidad de Giessen y entonces, acusado por las autoridades en el Gran Ducado de Hesse de ser subversivo, huyó primero a Zúrich dónde recibió un grado en medicina; en 1837 llegó a Londres dónde aumentó su instrucción, y ganó una reputación por sus contribuciones en los periódicos médicos y científicos y la amistad hecha con los geólogos Charles Lyell y Richard Owen.
Durante la década de 1840 fue corresponsal de Charles Darwin cuyo Periódico de Investigaciones, Dieffenbach tradujo al alemán y lo publicó, con las notas de Darwin y las correcciones, como Naturwissenschaftlichen Reisen (Brunswick, 1853).
Darwin supo el papel de Dieffenbach en las Islas Chatham, contribuyó al periódico de la Sociedad Geográfica Real, y los comentarios de Dieffenbach particularmente haciendo notar las diferencias entre las especies de pájaros de allí y de Nueva Zelanda.
Dieffenbach también tradujo el Manual Geológico de Henry De la Beche. En parte como resultado de estos trabajos e investigaciones, en 1850 se lo nombró profesor adjunto de geología en Giessen, un puesto que tuvo hasta su muerte.

## Honores

### Epónimos
Animales
Gallirallus dieffenbachii extinta, fue un ráyido endémico de las Islas de Chatham, que se describió después de su muerte.
Vegetales
Género
- (Araceae) Dieffenbachia Schott 1829 también lo conmemora.

Especies
- (Apiaceae) Aciphylla dieffenbachii Kirk[1]
- (Apiaceae) Angelica dieffenbachii Benth. & Hook.f.[2]
- (Apiaceae) Coxella dieffenbachii Cheeseman & Hemsl.[3]
- (Apiaceae) Gingidium dieffenbachii F.Muell.[4]
- (Apiaceae) Ligusticum dieffenbachii Hook.f.[5]
- (Podocarpaceae) Podocarpus dieffenbachii Hook.[6]
- (Plantaginaceae) Hebe dieffenbachii Cockayne & Allan[7]
- (Plantaginaceae) Veronica dieffenbachii Benth.[8]
- (Thymelaeaceae) Drapetes dieffenbachii Hook.[9]
- (Thymelaeaceae) Kelleria dieffenbachii (Hook.) Endl.[10]

## Abreviatura (zoología)
La abreviatura Dieffenbach  se emplea para indicar a Ernst Dieffenbach como autoridad en la descripción y taxonomía en zoología.